# Couldn't Stand the Weather
《Could't Stand the Weather》는 미국의 블루스 록 밴드 스티비 레이 본 & 더블 트러블의 두 번째 스튜디오 음반이다. 이 음반은 1984년 5월 15일, 에픽 레코드에 의해 이 밴드의 비판적이고 상업적으로 성공한 1983년 음반인 《Texas Flood》의 후속으로 발매되었다. 녹음 세션은 1984년 1월에 뉴욕의 파워 스테이션에서 열렸다.
스티비 레이 본은 《Couldn't Stand the Weather》에서 곡의 절반을 작곡했다. 이 음반은 빌보드 200 차트에서 31위에 올랐고 〈Couldn't Stand the Weather〉의 뮤직 비디오는 MTV에서 정규 로테이션을 받았다. 이 음반은 대부분 긍정적인 평가를 받았으며, 올뮤직은 5개의 별 중 4개를 주었다. 이 곡은 본의 연주와 〈Voodoo Child (Slight Return)〉, 〈Tin Pan Alley〉와 같은 곡들을 강조하여 찬사를 받았지만, 원곡의 부족과 일부 곡의 망각성으로 인해 비판을 받았다.
1999년, 오디오 인터뷰 부문과 네 개의 스튜디오 아웃테이크가 포함된 음반의 재발매가 발표되었다.

## 녹음 및 제작
1984년 1월 동안, 스티비 레이 본 & 더블 트러블은 뉴욕의 파워 스테이션에서 19일을 보냈다. 존 해먼드는 간부 프로듀서였고 세션을 감독했다.
녹음된 첫 번째 트랙은 오래된 블루스 표준인 〈Tin Pan Alley〉로, 한 테이크에서 녹음되었다. 해먼드는 토크백 마이크에 대고 이렇게 말했다. "그건 여러분이 그 노래를 들을 수 있는 최고의 곡입니다. 멋있었어요."
본의 형인 지미 본은 〈Couldn't Stand the Weather〉와 〈The Things (That) I Used to Do〉에서 리듬 기타를 연주했다.
〈Stang's Swang〉에서는 드러머 프란 크리스티나와 색소폰 연주자 스탠 해리슨이 트랙의 일부를 녹음했다.
《Couldn't Stand the Weather》는 리처드 멀린, 짐 캐퍼와 함께 프로듀싱을 맡았다. 이 음반은 멀린과 롭 이튼이 엔지니어링을 맡았다. 그래픽 아티스트 홀란드 맥도날드는 토네이도 이미지를 위해 쇼스탈 어소시에이트의 도움을 받아 음반 커버 아트를 디자인했다.

## 평가
| 전문가 평가                   | 전문가 평가 |
| 평가 점수                     | 평가 점수   |
| 출처                          | 점수        |
| ----------------------------- | ----------- |
| AllMusic                      | [ 5 ]       |
| Christgau's Record Guide      | B+          |
| Entertainment Weekly          | B+          |
| Encyclopedia of Popular Music | [ 8 ]       |
| MusicHound Rock               | 4/5         |
| The Rolling Stone Album Guide | [ 10 ]      |
| The Great Rock Discography    | 6/10        |

이 음반은 스티비 레이 본에게 또 다른 상업적 성공을 거두었고, 5주 내에 백만 장이 팔렸다. 올뮤직의 스티븐 토마스 얼와인은 다음과 같이 썼다. "스티비 레이 본의 두 번째 음반, 《Could't Stand the Weather》는 두 번째 음반이 해야 할 거의 모든 것을 했다. 그것은 호평 받은 데뷔가 요행이 아니라는 것을 확인시켜 주었고, 전임 음반의 판매는 비록 낫지 않지만, 따라서 모던 블루스의 거인으로서 본의 위상을 확고히 했다." 하지만 "본이 할 수 있는 한 자신을 강하게 밀어붙이지 않았고, 만약 그랬다면, 그가 좀 더 강한 것을 생각해냈을 것이라는 느낌"이라고 말했다. 로버트 크리스트가우는 리뷰에서 이렇게 말했다. "그는 때때로 가까이 다가오지만, 이 텍사스 사람은 헨드릭스가 아닙니다. 하지만 얻은 지미의 커버와 가사 다과 사이에서, 음반 2는 합리적인 사람이 그에게 바랄 수 있는 거의 모든 것입니다. 거대한 소닉 상상력을 가진 로드하우스 음반입니다."

## 곡 목록
모든 곡들은 특별한 언급이 없는 한 스티비 레이 본에 의해 작사/작곡하였다.
| #  | 제목                               | 작사·작곡     | 재생 시간 |
| -- | ---------------------------------- | ------------- | --------- |
| 1. | 〈Scuttle Buttin'〉                |               | 1:52      |
| 2. | 〈Couldn't Stand the Weather〉     |               | 4:40      |
| 3. | 〈The Things (That) I Used to Do〉 | 기타 슬림     | 4:55      |
| 4. | 〈Voodoo Child (Slight Return)〉   | 지미 헨드릭스 | 8:01      |

| #  | 제목              | 작사·작곡                     | 재생 시간 |
| -- | ----------------- | ----------------------------- | --------- |
| 5. | 〈Cold Shot〉     | W. C. 클라크, 마이클 킨드레드 | 4:01      |
| 6. | 〈Tin Pan Alley〉 | 밥 게딘스                     | 9:11      |
| 7. | 〈Honey Bee〉     |                               | 2:42      |
| 8. | 〈Stang's Swang〉 |                               | 2:46      |

## 인증
| 국가                       | 인증        | 판매량/출하량 |
| -------------------------- | ----------- | ------------- |
| 오스트레일리아 (ARIA)      | 골드        | 35,000^       |
| 캐나다 (뮤직 캐나다)       | 플래티넘    | 100,000^      |
| 뉴질랜드 (RMNZ)            | 플래티넘    | 15,000^       |
| 미국 (RIAA)                | 2× 플래티넘 | 2,000,000^    |
| ^출하량을 기반으로 한 인증 |             |               |